# 斯托尼波因特 (密歇根州)
斯托尼波因特（英語：Stony Point）是位於美國密歇根州門羅縣弗倫奇敦特設鎮區的一個普查規定居民點。

## 人口
根據2020年美國人口普查的數據，斯托尼波因特的面積為3.19平方千米，當中陸地面積為3.13平方千米，而水域面積為0.05平方千米。當地共有人口1784人，而人口密度為每平方千米559.25人。